# Leslie Cheung
Leslie Cheung Kwok-wing (張國榮, pinyin: Zhang Guorong), född 12 september 1956 i Hongkong, död 1 april 2003 i Hongkong, var en kinesisk skådespelare och sångare.
Leslie Cheung begick självmord genom att hoppa från 24:e våningen på Mandarin Oriental Hotel.

## Filmografi
- Inner Senses (異度空間 2002)
- From Ashes to Ashes (煙飛煙滅 2000)
- Okinawa Rendez-vous (戀戰沖繩 2000)
- And I Hate You So (小亲亲 2000)
- Double Tap (槍王 2000)
- The Kid (流星語 1999)
- Moonlight Express (星月童話 1999)
- Anna Magdalena (安娜瑪德蓮娜 1998)
- A Time to Remember (紅色戀人 1998)
- Ninth Happiness (九星報喜 1998)
- Knock Off (1998)
- Happy Together (春光乍泄 1997)
- All's Well, Ends Well (97家有喜事 1997)
- Tristar (大三元 1996)
- Who's the Man, Who's the Woman (金枝玉葉 II 1996)
- Shanghai Grand (新上海灘 1996)
- Viva Erotica (色情男女 1996)
- Yang Yin: Gender in Chinese Cinema (1996)
- Nattens fresterska (風月 1996)
- The Chinese Feast (金玉滿堂 även känd som: 滿漢全席 1995)
- The Phantom Lover (夜半歌聲 1995)
- It's a Wonderful Life (大富之家 1994)
- He's a Woman, She's a Man (金枝玉葉 1994)
- Over the Rainbow Under the Skirt (記得……香蕉成熟時 II：初戀情人 1994)
- Long and Winding Road (錦繡前程 1994)
- Ashes of Time (東邪西毒 1994)
- The Bride with White Hair (白髮魔女傳 1993)
- The Bride with White Hair 2 (白髮魔女傳 II 1993)
- All's Well, Ends Well Too (花田喜事 1993)
- Eagle Shooting Heroes (射雕英雄傳之東成西就 1993)
- Farväl min konkubin (霸王別姬 1993)
- All's Well, Ends Well (家有喜事 1992)
- Arrest the Restless (藍江傳之反飛組風云 1992)
- Party of a Wealthy Family (豪門夜宴 1991)
- Days of Being Wild (阿飛正傳 1991)
- Once a Thief (縱橫四海 1991)
- A Chinese Ghost Story Part II (倩女幽魂 II：人間道 1990)
- Aces Go Places V: The Terracotta Hit (新最佳拍檔 1989)
- Fatal love (殺之戀 1988)
- Dragon family (龍之家族 1988)
- A Chinese Ghost Story (倩女幽魂 1987)
- A Better Tomorrow II (英雄本色 II 1987)
- Rouge (胭脂扣 1987)
- A Better Tomorrow (英雄本色 1986)
- Last Song in Paris (偶然 1986, 1982?)
- For Your Heart Only (為你鐘情 1985)
- Intellectual Trio (龍鳳智多星 1984)
- Fate (緣份 1984)
- Double Decker (三文治 1984)
- Merry Christmas (聖誕快樂 1984)
- First time (第一次 1983)
- Little Dragon maid (楊過與小龍女 1983)
- The Drummer (鼓手 1983)
- Nomad (烈火青春 1982)
- Teenage Dreamers (檸檬可樂 1982)
- Crazy Romance (求愛反斗星 1982)
- Energetic 21 (沖激２１ 1982)
- On Trial (失業生 1981)
- Salute (喝采 1980)
- Erotic Dreams of the Red Chamber (紅樓春上春 1978)